# Zeta Petroleum
Zeta Petroleum este o companie petrolieră și de gaze naturale din Marea Britanie.
Compania este prezentă și în România, unde operează explorări la Bobocu - gaze naturale, Jimbolia - petrol și Pădureni - gaze naturale.
Zăcământul de gaze Bobocu, din județul Buzău, a fost descoperit în 1966 de Romgaz, furnizorul național de gaze.
Exploatarea sa a început în 1977, dar perimetrul a fost abandonat în 2005.
De asemenea, în septembrie 2007, Zeta Petroleum împreună cu Rompetrol Upstream a început forajul la sonda de explorare 1 Băleni (Mehedinți) din blocul Zegujani în vederea evaluării unor potențiale acumulări de gaze.